# Sarnowo (Lipno)
Pour les articles homonymes, voir Sarnowo.
Sarnowo est une localité polonaise de la voïvodie de Couïavie-Poméranie et du powiat de Lipno.